# Carlo Pinelli
Carlo Pinelli (Alpignano, 31 agosto 1911 – Torino, 29 luglio 2004) è stato un compositore, traduttore e didatta italiano.
Terzogenito della nobile famiglia dei conti Pinelli di Cuorgnè (TO), cresce tra Torino e l'amatissima villa della famiglia materna, i Ratti, sul Col Giansesco di Alpignano (TO) che rappresenterà per lui un fondamentale riferimento, per l'ambiente, le tradizioni familiari, le amicizie durante tutta la vita e che ritrae in numerosi, pregevoli acquarelli.
Amico ed allievo di Cesare Pavese, diplomato in violino e in composizione (con Giorgio Federico Ghedini), ha insegnato contrappunto dal 1954 al 1969 al Conservatorio Santa Cecilia di Roma e poi, fino al 1981, al Conservatorio Giuseppe Verdi di Torino. Nel 1991 sposa la giovane musicista Erminia Vaglietti. Tra i suoi allievi si ricordano Giulio Castagnoli, Riccardo Piacentini, Giovanna Marini e Fulvio Creux.
Tra le variegate applicazioni del suo geniale talento, dal punto di vista letterario spiccano le traduzioni dei Romanzi e Racconti di E.T.A. Hoffmann e la biografia di Mozart di B. Paumgartner per l'editore Einaudi; la biografia di Vivaldi di W. Kolneder per Rusconi.
Tra le sue composizioni, Sinfonia breve (1950, brano vincitore del Premio Trieste), Divertimento per orchestra classica (1954), Partita (1956), Concerto per viola, archi e pianoforte (1961), Notturno concertante (1973) e diversi lavori da camera, dal primo Quartetto per archi (1940, cui ne seguiranno altri quattro), all'ultimo lavoro per voce e pianoforte, Se un giorno tu (2002, dedicato al Duo Alterno).